# Cameronium lamuense
Cameronium lamuense is een keversoort uit de familie van de kortschildkevers (Staphylinidae). De wetenschappelijke naam van de soort is voor het eerst geldig gepubliceerd in 1994 door Pace.